# David Meca
David Meca Medina (ur. 1 lutego 1974 w Sabadell) – hiszpański pływak długodystansowy, wielokrotny medalista mistrzostw świata i mistrzostw Europy na otwartym akwenie.
Pierwszy medal zdobył w 1998 roku na mistrzostwach świata w Perth. W 2000 roku zdobył 3 medale Mistrzostw Świata na 5 10 i 25 km m na otwartym akwenie na mistrzostwach świata w Honolulu oraz 2 medale Mistrzostw Europy na mistrzostwach w Helsinkach. W 2002 roku zdobył brązowy medal na mistrzostwach Europy w Berlinie na 25 km. Rok później zdobył srebrny medal na 25 km i brązowy na 10 km na mistrzostwach świata w Barcelonie. W 2004 roku na mistrzostwach Europy zdobył srebrny medal na 25 km. Ostatnim sukcesem w jego karierze było zdobycie mistrzostwa świata w 2005 roku w Montrealu na dystansie 10 km.